# Margret Dietrich
Margret Dietrich (* 19. Februar 1920 in Lippstadt, Westfalen; † 17. Jänner 2004 in Wien) war eine deutsch-österreichische Theaterwissenschaftlerin. Sie war von 1966 bis 1984 Leiterin des Instituts für Theaterwissenschaft an der Universität Wien.

## Leben
Dietrich, deren Vater Chemiker war, wuchs bis zu ihrem 10. Lebensjahr in ihrer Geburtsstadt Lippstadt auf. Dann übersiedelte die Familie nach Münster, wo sie die Annette-von-Droste-Hülshoff-Schule besuchte. Im Alter von 13 Jahren trat sie der Hitlerjugend bei (drei Jahre vor Einführung der Pflichtmitgliedschaft für Mädchen), wurde am 1. April 1933 Jungmädelführerin und später Ringführerin des Jungmädeluntergaus Westfalen und Kreisschulungsreferentin. Dietrich trat zum 1. September 1938 der NSDAP bei (Mitgliedsnummer 6.970.129). Nach dem 1939 abgelegten Abitur absolvierte sie eine Rotes-Kreuz-Ausbildung als Helferin am St. Franziskus-Hospital. Anschließend nahm sie 1940 ein Studium der Altphilologie, Geschichte und Germanistik an der Universität Münster auf, ein Gastsemester verbrachte sie in Graz. Als Heinz Kindermann 1942 von Münster an die Universität Wien berufen wurde, um ein Zentralinstitut für Theaterwissenschaft zu gründen, wechselte Dietrich als Assistentin dorthin. Parallel studierte sie in Wien weiter, u. a. Germanistik bei Josef Nadler und Dietrich Kralik, Geschichte bei Heinrich Srbik und Philosophie bei Friedrich Kainz. Dietrich promovierte 1944 mit einer Arbeit über die Geschichte der Gebärden im deutschen Theater des 15. bis 17. Jahrhunderts zum Dr. phil. In ihren Schriften vor 1945 vertrat sie, wie ihr akademischer Lehrer Kindermann, nationalsozialistisches Gedankengut. Beispielsweise war eines der drei Untersuchungskriterien in ihrer Dissertation „die Gebärde als Ausdruck der Rasse“.
Nach Kriegsende wurde Dietrich 1947 als deutsche Staatsbürgerin zunächst von der Universität Wien entlassen und musste nach Deutschland zurückkehren. Sie begann in dieser Zeit mit ihrer Habilitationsschrift Europäische Dramaturgie. Der Wandel ihres Menschenbildes von der Antike bis zur Goethezeit. 1949 durfte sie nach Wien zurückkehren. Dort arbeitete sie mit dem im Zuge der Entnazifizierung suspendierten Kindermann am Lexikon der Weltliteratur und gab mit ihm bis 1954 die Zeitschrift Freude an Büchern heraus. Dietrich erhielt 1952 die österreichische Staatsbürgerschaft und wurde im Folgejahr an der Universität habilitiert. Vortragsreisen führten sie durch Europa, Japan, Korea und Iran. Heinz Kindermann wurde 1954 wieder als Professor für Theaterwissenschaft eingesetzt und Dietrich arbeitete als wissenschaftliche Assistentin an seinem Institut. Sie wurde 1958 zur außerordentlichen Professorin ernannt und 1964 als korrespondierendes Mitglied in die Österreichische Akademie der Wissenschaften (ÖAW) aufgenommen.
Als Kindermann 1966 emeritiert wurde, übernahm Dietrich als Ordinaria seinen Lehrstuhl und die Leitung des Wiener Instituts für Theaterwissenschaft. Nach Berta Karlik und Hedwig Kenner war sie die dritte Frau, die an der Universität Wien eine ordentliche Professur innehatte. Daneben war sie von 1966 bis 1984 Obfrau der Gesellschaft für Wiener Theatergeschichte sowie Mitbegründerin und Generalsekretärin der Max-Reinhardt-Forschungs- und Gedenkstätte in Salzburg. Zudem leitete sie ab 1973 das neu gegründete Institut für Publikumsforschung und war ab 1979 erste Präsidentin der Fachgesellschaft Fédération Internationale pour la Récherche Théâtrale. 1981 gründete sie das Europäische Forschungszentrum für japanische Theaterkultur, dessen erste Präsidentin sie war. Im selben Jahr wurde sie zum wirklichen Mitglied der ÖAW ernannt. Bis 1984 war sie Herausgeberin der Vierteljahreszeitschrift für Theaterwissenschaft Maske und Kothurn. Dietrich wurde 1984 emeritiert. Nach Kindermanns Tod 1985 leitete sie noch bis 1998 die Kommission für Theatergeschichte Österreichs an der Österreichischen Akademie der Wissenschaften.

## Auszeichnungen
Dietrich erhielt unter anderem 1978 den Grillparzer-Ring, 1980 das Österreichische Ehrenkreuz für Wissenschaft und Kunst I. Klasse und 1985 die Ehrenmedaille der Bundeshauptstadt Wien in Gold.
Nach ihrem Tod wurde im März 2007 eine Gasse im 21. Wiener Gemeindebezirk Floridsdorf nach Margret Dietrich benannt. Als jedoch die bis dahin unbekannte NS-Vergangenheit Dietrichs zutage gekommen war, wurde diese bereits im September 2008 wieder umbenannt. Die neue Namensgeberin ist Helene Richter, ebenfalls eine Theaterwissenschafterin und -kritikerin. Richter starb 1942 an den Folgen der Deportation in Theresienstadt. Die neuerliche Bewertung der Magistratsabteilung 9 (Wienbibliothek im Rathaus) dokumentierte die NSDAP-Mitgliedschaft Margret Dietrichs und hielt fest, dass mit „heutigem Wissenstand (…) die Benennung einer Verkehrsfläche nach Margret Dietrich selbstverständlich abzulehnen“ sei.

## Privates

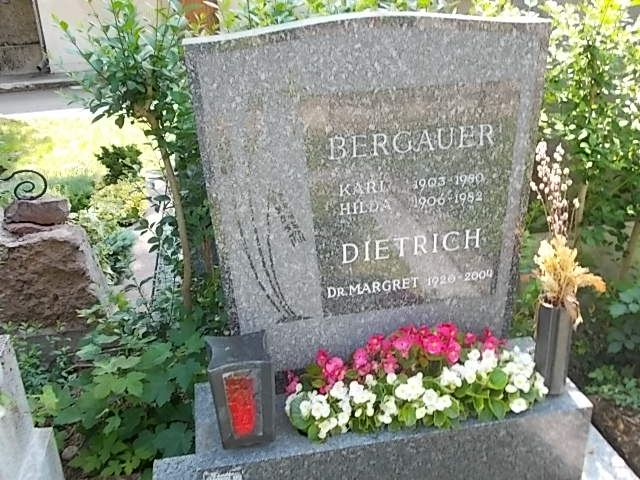
Grabstätte von Margret Dietrich

Dietrich wird in Nachrufen als warmherzig und mütterlich beschrieben, und schon ihren Vorlesungen als Dozentin wurde eine neue Offenheit für das Gegenwartstheater nachgerühmt. Als Ordinaria habe sie für einen Methodenpluralismus plädiert und die Einbeziehung interdisziplinärer Aspekte gefördert. 
Dietrich wurde am Friedhof Mauer (Gruppe 46, Reihe 3, Nummer 23) bestattet; bei der Beerdigung hielt ihr Nachfolger Wolfgang Greisenegger eine anerkennende Ansprache.